# VIII. Benedek pápa
VIII. Benedek (Róma, 980 körül – Róma, 1024. április 9.) volt a történelem folyamán a 145. pápa. Trónra lépését sokan ellenezték, és ezért sokak vére folyt el mire Benedek elfoglalhatta szent hivatalát. Ő volt az első a tusculumi grófi családból, akit egyházfővé szenteltek fel. Noha laikus volt, és erőszakkal emelkedett a legfőbb keresztény hatalomba, Benedek erős és jóságos uralkodónak bizonyult.

## Élete
Eredetileg II. Theophülaktosz néven látta meg a napvilágot a valaha nagy befolyással rendelkező dél-itáliai Tusculum grófi családjában. Gergely, tusculumi gróf és Mária gyermeke volt, a későbbi XIX. János pápa testvére. A gazdag nemesi udvarban nevelkedett, kiváló ismereteket szerzett a politika, hadviselés és egyéb tudományok terén is. Hívőnek nevelték, de sosem akart a papi pályára lépni. III. Ottó német-római császár halála óta Rómát a Crescenti család uralta. Azonban a zsarnoki uralkodók hatalma egyre gyengébb lett, és sok nemes számára egyre terhesebb is. Végül IV. Szergiusz pápa halála után 1012-ben a tusculumi grófok vezetésével lázadás tört ki a Crescentiek ellen, amely leginkább a pápaválasztásban mutatkozott meg. A grófok a zsinatnál elérték, hogy az II. Theophülaktoszt válassza meg Szent Péter utódjának. A Crescenti-párt hívei azonnal ellenpápát állítottak VI. Gergely személyében. A harcok még javában folytak, amikor 1012. május 18-án Theophülaktosz fejére helyezték a pápai tiarát, és az ifjú gróf felvette a Benedek uralkodói nevet.
De a városban egyre nagyobb erővel támadt Benedekre a VI. Gergely és a Crescenti család vezette párt. Ezért az új egyházfőnek hamarosan el kellett hagynia az örök várost. Benedek jó politikai érzékkel volt megáldva, ezért azonnal Aachenbe utazott, II. Henrik, német-római király udvarába. Érvelésével és legimitásának igazolásával Benedeknek sikerült meggyőznie az uralkodót, hogy segítsen neki visszatérni a Szentszékre. Henrik a császári korona fejében sereget gyűjtött maga köré, és megindult Róma felé. 1013 végén a sereg elérte a város falait, és az elűzött pápa vezetésével végleg kisöpörték a Crescenti családot Róma falai közül.
A kiváló hadvezérként visszatért Benedek 1014. február 14-én császárrá koronázta Henriket, és örök szövetséget kötött vele. Még abban az évben megszilárdította a hatalmát Rómában, amely a grófi család befolyásával sikerült, és zsinatot hívott össze a városban. Ezen állást foglalt a szimónia ellen és támogatta a papi fegyelem erősítését valamint a clunyi apátság reformjait. 

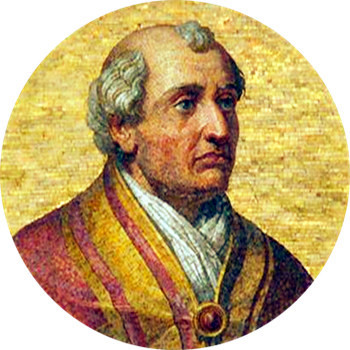
VIII. Benedek

Benedek ugyan nem volt sosem felszentelve, politikai érzékének köszönhetően mindig tudta, hogy mi a helyes. Kortársai inkább hadvezérként, államférfiként tekintettek rá mintsem egyházfőként. Nem is csoda, hiszen Benedek nemcsak Rómát szelídítette meg, hanem egész Itáliában békét teremtetett. Pontifikátusa alatt a félsziget déli partjain új pogány nép szállt partra, a normannok. Eközben Szardínia szigetét elfoglalták a szaracénok, és onnan közvetlen veszélyt jelentettek egész Itália nyugati partjára. Benedek nem habozott sokáig, szövetséget kötött a normannokkal, akiknek a keresztség felvételéért cserébe letelepedést és békét ígért, és az egyesült pápai és normann flotta kiűzte a szaracénokat a közeli szigetről. 

A keleti egyházzal vitába került, és mivel a bizánciak ellenében szüksége volt a császár támogatására, székesegyházzá szentelte fel a Henrik szívügyének számító bambergi templomot 1020-ban. Ezután ellátogatott a fuldai kolostorba, majd itt fogadta II. Henrik kartáját, amelyben az uralkodó elismerte Nagy Károly és Nagy Ottó adományait az egyháznak. 1022-ben újra zsinatot hívott össze, ezúttal Paviában. Ekkor megerősítette a római gyűlés határozatait, és ismét lépéseket tett a szimónia felszámolása és a cölibátus betartatása felé. Ennek aztán szöges ellentéteként hamarosan elismerte Gauzlin, II. (Kegyes) Róbert, francia király testvérének kinevezését bizonyos egyházi posztokra. Benedek ezt azért engedte meg, mert Gauzlin-t személyesen ismerte, és tudta hogy jóságos vezető lesz belőle, és az uralkodó is feltétlen ragaszkodott a kinevezés pápai elismeréséhez, és az egyházfő nem akart ujjat húzni a nagyhatalmú uralkodóval. Benedek volt az első pápa aki a dokumentációk alapján kihirdette Isten békéjét, azaz a treuga Deit. Közreműködését kérték a gradói és aquileiai pátriárkák közötti végeláthatatlan elsőbbségi vita elsimításában. A jogokat Benedeknek sem sikerült egyértelműen meghatároznia. 1022-ben fogadta a Rómába zarándokolt Canterbury érseket, Ethelnotht, akivel átbeszélték a távoli egyház helyzetét, majd Benedek palliumot adományozott az érseknek.
A középkor egyik legnagyobb hatású egyházfője volt, akinek végre sikerült uralkodnia Róma felett, és külföldön is tisztelték személyét és hivatalát. Kicsivel több, mint tizenkét évnyi pontifikátusa után, 1024. április 9-én halt meg.

## Művei
- Documenta Catholica Omnia (latin nyelven). (Hozzáférés: 2011. december 6.)

| Előző pápa: IV. Szergiusz | Római pápa 1012 – 1024 | Következő pápa: XIX. János |